# Interdicte
|  | No s'ha de confondre amb Prohibició. |

Un interdicte és una acció legal que persegueix posar fi a una situació produïda per una pertorbació que algú fa sobre un immoble d'un altre.
En el dret català, per tradició del dret romà, hom distingeix bàsicament quatre menes d'interdictes: a) el de recuperar la possessió d'un immoble, b) el de retenir-la, c) el d'obra nova i d) el de ruïna.
Les accions interdictals són urgents i provisionals, permeten reproduir la discussió en un judici posterior. Es solen utilitzar en situacions en què cal una intervenció immediata.

## Recuperar
Pressuposa que algú ha pres possessió d'una finca sense autorització del que té dret a posseir-la, ja sigui el propietari o un simple ocupant amb dret (ex.: un llogater o un masover). Aquest darrer demana del jutge que faci fora l'ocupant sense dret i que li reposi en la seva possessió de l'immoble.
Els requisits d'aquesta acció legal són: a) identificar perfectament l'immoble que hom vol recuperar, b) identificar a la persona que l'ha ocupat sense dret i c) demostrar que es té més dret a ocupar que qui ocupa en el moment d'iniciar l'acció.
Una figura legal connexa amb aquesta és el precari.

## Retenir
Implica que algú està molestant la possessió de qui té dret legal a posseir. Aquest darrer demana del jutge que impedeixi el pertorbador continuar amb la pertorbació. Per exemple, un veí passa sovint per una finca amb el seu tractor, tot i que se li té prohibit.

## Obra nova
S'aplica quan algú fa una obra que perjudica la possessió d'altri i persegueix que es paralitzi l'obra cautelarment.

## Ruïna
S'empra quan un edifici o un arbre amenaça la possessió d'un altre i la seva finalitat és que el jutge obligui a prendre mesures per evitar danys.